# سدریک سوارس
سدریک ریکاردو آلوس سوارس (پرتغالی: Cédric Ricardo Alves Soares؛ ۳۱ اوت ۱۹۹۱) بازیکن فوتبال اهل پرتغال است وی در باشگاه فوتبال آرسنال بازی می‌کند. 
از باشگاه‌هایی که در آن بازی کرده‌است می‌توان به اسپورتینگ، آکادمیکا، ساوتهمپتون، اینترمیلان و آرسنال اشاره کرد.